# Just Locatelli
‎Just Locatelli, italijanski jezuit, pedagog in filozof, * 15. november 1632, Trst, † 8. marec 1697, Trst.
Bil je rektor Jezuitskega kolegija v Ljubljani med 22. oktobrom 1675 in 17. januarjem 1679.